# (21927) Sarahpierz
(21927) Sarahpierz (1999 VB55) – planetoida z pasa głównego asteroid okrążająca Słońce w ciągu 5,38 lat w średniej odległości 3,07 j.a. Odkryta 4 listopada 1999 roku.